# Copa de baloncesto de Francia 2023-24
La 47.ª edición de la Copa de baloncesto de Francia (en francés Coupe de France y también conocida como  Trophée Robert Busnel en memoria de Robert Busnel, baloncestista francés fallecido en 1991) es una competición organizada por la Federación francesa de baloncesto que enfrenta a 64 equipos franceses profesionales y amateurs en forma de torneo de eliminación directa y se llevó a cabo de septiembre de 2023 a abril de 2024.

## 64avos de final
Esta ronda se disputó entre el 18 y el 20 de septiembre de 2023. En esta ronda participan los dos últimos ascendidos a Pro A, 18 equipos de Pro B, 27 de NM1 y un equipo de NM2 ganador del Trofeo Copa de Francia 2023.
| 19 de septiembre de 2023 | Saint-Vallier (NM1)                   | 78–72   | Feurs (NM1) |                                                          |  |
|                          | Parciales: 14-23, 16-20, 21-17, 27-12 |         |             |                                                          |  |
|                          |                                       | Reporte |             | Pabellón: Complexe sportif des deux Rives, Saint-Vallier |  |

| 20 de septiembre de 2023 | Vichy-Clermont (Pro B)                | 84–67   | Aix-Maurienne (Pro B) |                                                                 |  |
|                          | Parciales: 28-24, 11-10, 14-18, 31-15 |         |                       |                                                                 |  |
|                          |                                       | Reporte |                       | Pabellón: Palais des sports Pierre-Coulon, Bellerive-sur-Allier |  |

| 19 de septiembre de 2023 | Fos-sur-Mer (Pro B)                 | 76–51   | Hyères-Toulon (NM1) |                                                   |  |
|                          | Parciales: 29-9, 18-14, 13-8, 16-20 |         |                     |                                                   |  |
|                          |                                     | Reporte |                     | Pabellón: Halle des sports Parsemain, Fos-sur-Mer |  |

| 17 de septiembre de 2023 | LyonSo (NM1)                          | 66–79   | Andrézieux (NM1) |                                                     |  |
|                          | Parciales: 19-25, 19-15, 15-18, 13-21 |         |                  |                                                     |  |
|                          |                                       | Reporte |                  | Pabellón: Gymnase Sainte Barbe, Sainte-Foy-lès-Lyon |  |

| 19 de septiembre de 2023 | Saint-Chamond (Pro B) | 20–0 (forfait). | Avignon-Le Pontet (NM1) |  |  |
|                          |                       |                 |                         |  |  |
|                          |                       |                 |                         |  |  |

| 18 de septiembre de 2023 | Pont-de-Chéruy (NM1)                  | 79–82   | Antibes (Pro B) |                                          |  |
|                          | Parciales: 18-15, 14-16, 23-27, 24-24 |         |                 |                                          |  |
|                          |                                       | Reporte |                 | Pabellón: Salle Stéphane, Pont-de-Chéruy |  |

| 17 de septiembre de 2023 | La Rochelle (Pro B)                   | 100–68  | Tarbes-Lourdes (NM1) |                                            |  |
|                          | Parciales: 31-15, 20-22, 30-20, 19-11 |         |                      |                                            |  |
|                          |                                       | Reporte |                      | Pabellón: Salle Gaston-Neveur, La Rochelle |  |

| 19 de septiembre de 2023 | Boulazac (Pro B)                      | 92–95   | Toulouse (NM1) |                                                         |  |
|                          | Parciales: 14-20, 23-28, 25-18, 30-29 |         |                |                                                         |  |
|                          |                                       | Reporte |                | Pabellón: Complexe Sportif Agora, Boulazac Isle Manoire |  |

| 19 de septiembre de 2023 | Pau-Lacq-Orthez (Pro B)               | 81–69   | Poitiers (Pro B) |                                         |  |
|                          | Parciales: 16-17, 21-21, 24-20, 20-11 |         |                  |                                         |  |
|                          |                                       | Reporte |                  | Pabellón: Salle Pierre-Seillant, Orthez |  |

| 19 de septiembre de 2023 | Vitré (NM1)                          | 74–64   | Orléans (Pro B) |                                        |  |
|                          | Parciales: 23-16, 20-7, 20-23, 11-18 |         |                 |                                        |  |
|                          |                                      | Reporte |                 | Pabellón: Salle de la Poultière, Vitré |  |

| 19 de septiembre de 2023 | Challans (NM1)                        | 84–88   | Rouen (Pro B) |                                           |  |
|                          | Parciales: 19-15, 20-34, 23-24, 22-15 |         |               |                                           |  |
|                          |                                       | Reporte |               | Pabellón: Salle Michel-Vrignaud, Challans |  |

| 19 de septiembre de 2023 | Chartres (NM1)                        | 75–66   | Angers (Pro B) |                                       |  |
|                          | Parciales: 12-20, 19-15, 19-17, 25-14 |         |                |                                       |  |
|                          |                                       | Reporte |                | Pabellón: Halle Jean-Cochet, Chartres |  |

| 19 de septiembre de 2023 | Nantes (Pro B)                        | 84–69   | Quimper (NM1) |                                |  |
|                          | Parciales: 23-22, 19-17, 26-20, 16-10 |         |               |                                |  |
|                          |                                       | Reporte |               | Pabellón: La Trocardière, Rezé |  |

| 20 de septiembre de 2023 | Fougères (NM2) | 20–0 (forfait). | Les Sables-d'Olonne (NM1) |  |  |
|                          |                |                 |                           |  |  |
|                          |                |                 |                           |  |  |

| 19 de septiembre de 2023 | Tours (NM1) | 20–0 (forfait). | Lorient (NM1) |  |  |
|                          |             |                 |               |  |  |
|                          |             |                 |               |  |  |

| 17 de septiembre de 2023 | Rennes (NM1) | 20–0 (forfait). | Le Havre (NM1) |  |  |
|                          |              |                 |                |  |  |
|                          |              |                 |                |  |  |

| 19 de septiembre de 2023 | Évreux (Pro B)                       | 86–66   | Caen (NM1) |                                                |  |
|                          | Parciales: 22-20, 30-22, 18-15, 16-9 |         |            |                                                |  |
|                          |                                      | Reporte |            | Pabellón: Salle Omnisports Jean-Fourré, Évreux |  |

| 19 de septiembre de 2023 | Besançon (NM1)                        | 91–118  | Saint-Quentin (Betclic Élite) |                                                    |  |
|                          | Parciales: 31-26, 24-31, 21-31, 15-30 |         |                               |                                                    |  |
|                          |                                       | Reporte |                               | Pabellón: Palais des sports Ghani-Yalouz, Besançon |  |

| 19 de septiembre de 2023 | Denain (Pro B)                        | 103–57  | Orchies (NM1) |                                     |  |
|                          | Parciales: 23-12, 25-17, 22-14, 33-14 |         |               |                                     |  |
|                          |                                       | Reporte |               | Pabellón: Salle Jean-Degros, Denain |  |

| 20 de septiembre de 2023 | Chalon-sur-Saône (Betclic Élite)      | 76–68   | Gries-Souffel (Pro B) |                                        |  |
|                          | Parciales: 17-11, 23-23, 17-12, 19-22 |         |                       |                                        |  |
|                          |                                       | Reporte |                       | Pabellón: Le Colisée, Chalon-sur-Saône |  |

| 19 de septiembre de 2023 | Boulogne-sur-Mer (NM1)                | 79–75   | Berck (NM1) |                                                         |  |
|                          | Parciales: 15-20, 18-13, 18-20, 28-22 |         |             |                                                         |  |
|                          |                                       | Reporte |             | Pabellón: Palais des sports Damrémont, Boulogne-sur-Mer |  |

| 20 de septiembre de 2023 | Poissy (NM1)                          | 57–96   | Châlons-Reims (Pro B) |                                          |  |
|                          | Parciales: 14-26, 14-25, 16-24, 13-21 |         |                       |                                          |  |
|                          |                                       | Reporte |                       | Pabellón: Complexe Marcel-Cerdan, Poissy |  |

| 20 de septiembre de 2023 | Lille (Pro B)                         | 86–62   | Rueil (NM1) |                                                  |  |
|                          | Parciales: 26-17, 17-18, 20-15, 23-12 |         |             |                                                  |  |
|                          |                                       | Reporte |             | Pabellón: Palais des sports Saint-Sauveur, Lille |  |

| 19 de septiembre de 2023 | Loon-Plage (NM1)                      | 69–81   | Mulhouse (NM1) |                                          |  |
|                          | Parciales: 20-11, 10-15, 18-28, 21-27 |         |                |                                          |  |
|                          |                                       | Reporte |                | Pabellón: Salle Léo-Lagrange, Loon-Plage |  |

## 32avos de final
Esta ronda se disputó del 9 y el 20 de octubre de 2023. En esta ronda participaron los ganadores de la ronda anterior y los equipos que terminaron el año anterior por debajo del 8º puesto en Pro A.
| 18 de octubre de 2023 | Toulouse (NM1) | 63–80 | Pau-Lacq-Orthez (Pro B) |  |  |
|                       |                |       |                         |  |  |
|                       |                |       |                         |  |  |

| 17 de octubre de 2023 | Tours (NM1) | 83–102 | Limoges (Betclic Élite) |  |  |
|                       |             |        |                         |  |  |
|                       |             |        |                         |  |  |

| 17 de octubre de 2023 | Vitré (NM1) | 68–75 | Blois (Betclic Élite) |  |  |
|                       |             |       |                       |  |  |
|                       |             |       |                       |  |  |

| 17 de octubre de 2023 | Fougères (NM2)                        | 78–79 | Nantes (Pro B) |  |  |
|                       | Parciales: 18-16, 26-26, 21-24, 13-13 |       |                |  |  |
|                       |                                       |       |                |  |  |

| 9 de octubre de 2023 | Rennes (NM1) | 84–71 | La Rochelle (Pro B) |  |  |
|                      |              |       |                     |  |  |
|                      |              |       |                     |  |  |

| 24 de octubre de 2023 | Rouen (Pro B) | 70–93 | Nanterre (Betclic Élite) |  |  |
|                       |               |       |                          |  |  |
|                       |               |       |                          |  |  |

| 17 de octubre de 2023 | Chartres (NM1) | 71–97 | Châlons-Reims (Pro B) |  |  |
|                       |                |       |                       |  |  |
|                       |                |       |                       |  |  |

| 17 de octubre de 2023 | Saint-Quentin (Betclic Élite) | 78–76 | Évreux (Pro B) |  |  |
|                       |                               |       |                |  |  |
|                       |                               |       |                |  |  |

| 17 de octubre de 2023 | Boulogne-sur-Mer (NM1) | 63–85 | Le Portel (Betclic Élite) |  |  |
|                       |                        |       |                           |  |  |
|                       |                        |       |                           |  |  |

| 16 de octubre de 2023 | Lille (Pro B) | 85–74 | Paris (Betclic Élite) |  |  |
|                       |               |       |                       |  |  |
|                       |               |       |                       |  |  |

| 10 de octubre de 2023 | Denain (Pro B) | 61–84 | Gravelines-Dunkerque (Betclic Élite) |  |  |
|                       |                |       |                                      |  |  |
|                       |                |       |                                      |  |  |

| 17 de octubre de 2023 | Mulhouse (NM1) | 98–103 | Nancy (Betclic Élite) |  |  |
|                       |                |        |                       |  |  |
|                       |                |        |                       |  |  |

| 17 de octubre de 2023 | Vichy-Clermont (Pro B) | 101–87 | Chalon-sur-Saône (Betclic Élite) |  |  |
|                       |                        |        |                                  |  |  |
|                       |                        |        |                                  |  |  |

| 17 de octubre de 2023 | Antibes (Pro B) | 86–71 | Saint-Vallier (NM1) |  |  |
|                       |                 |       |                     |  |  |
|                       |                 |       |                     |  |  |

| 18 de octubre de 2023 | Andrézieux (NM1) | 0–20 | Fos-sur-Mer (Pro B) |  |  |
|                       |                  |      |                     |  |  |
|                       |                  |      |                     |  |  |

| 18 de octubre de 2023 | Saint-Chamond (Pro B) | 91–82 | Roanne (Betclic Élite) |  |  |
|                       |                       |       |                        |  |  |
|                       |                       |       |                        |  |  |

## 16avos de final
Esta ronda se disputó entre el 21 de noviembre de 2023 y el 7 de enero de 2024. En esta ronda participan los ganadores de la ronda anterior.
| 21 de noviembre de 2023 | ESSM Le Portel (Pro A)                | 88–78   | Fos-sur-Mer (Pro B) |  |
|                         | Parciales: 19-21, 25-15, 20-20, 24-22 |         |                     |  |
|                         |                                       | Reporte |                     |  |

| 21 de noviembre de 2023 | Saint-Quentin (Pro A)                 | 92–49   | Nantes (Pro B) |  |
|                         | Parciales: 22-12, 23-10, 20-13, 27-14 |         |                |  |
|                         |                                       | Reporte |                |  |

| 21 de noviembre de 2023 | Antibes (Pro B)                       | 84–85   | Pau-Lacq-Orthez (Pro B) |  |
|                         | Parciales: 15-24, 21-16, 22-20, 26-25 |         |                         |  |
|                         |                                       | Reporte |                         |  |

| 21 de noviembre de 2023 | Vichy-Clermont (Pro B)                | 85–69   | Lille (Pro B) |  |
|                         | Parciales: 21-18, 15-21, 25-16, 24-14 |         |               |  |
|                         |                                       | Reporte |               |  |

| 22 de noviembre de 2023 | Nanterre (Betclic Élite)              | 87–81   | Limoges (Betclic Élite) |  |
|                         | Parciales: 20-21, 23-20, 22-14, 22-26 |         |                         |  |
|                         |                                       | Reporte |                         |  |

| 19 de diciembre de 2023 | Blois (Betclic Élite)                 | 70–73   | Gravelines-Dunkerque (Betclic Élite) |  |
|                         | Parciales: 16-17, 20-14, 17-15, 17-27 |         |                                      |  |
|                         |                                       | Reporte |                                      |  |

| 6 de enero de 2024 | Châlons-Reims (Pro B)                 | 105–66  | Saint-Chamond (Pro B) |  |
|                    | Parciales: 31-16, 26-19, 21-16, 27-15 |         |                       |  |
|                    |                                       | Reporte |                       |  |

| 7 de enero de 2024 | Rennes (NM1) | 81–116 | Nancy (Betclic Élite) |  |  |
|                    |              |        |                       |  |  |
|                    |              |        |                       |  |  |

## Octavos de final
Esta ronda se disputó entre el 13 y el 26 de febrero de 2024. En esta ronda participaron los ganadores de la ronda anterior y los equipos que terminaron el año anterior entre los ocho primeros en la Pro A.
| 13 de febrero de 2024 | Nanterre (Betclic Élite) | 76–74 | Saint-Quentin (Betclic Élite) |  |  |
|                       |                          |       |                               |  |  |
|                       |                          |       |                               |  |  |

| 13 de febrero de 2024 | Strasbourg (Betclic Élite) | 87–77 | Cholet (Betclic Élite) |  |  |
|                       |                            |       |                        |  |  |
|                       |                            |       |                        |  |  |

| 13 de febrero de 2024 | Nancy (Betclic Élite) | 95–87 | Bourg-en-Bresse (Betclic Élite) |  |  |
|                       |                       |       |                                 |  |  |
|                       |                       |       |                                 |  |  |

| 13 de febrero de 2024 | Monaco (Betclic Élite) | 92–82 | Lyon-Villeurbanne (Betclic Élite) |  |  |
|                       |                        |       |                                   |  |  |
|                       |                        |       |                                   |  |  |

| 13 de febrero de 2024 | Le Mans (Betclic Élite) | 80–85 | Dijon (Betclic Élite) |  |  |
|                       |                         |       |                       |  |  |
|                       |                         |       |                       |  |  |

| 14 de febrero de 2024 | Gravelines-Dunkerque (Betclic Élite) | 64–74 | Pau-Lacq-Orthez (Pro B) |  |  |
|                       |                                      |       |                         |  |  |
|                       |                                      |       |                         |  |  |

| 15 de febrero de 2024 | Le Portel (Betclic Élite) | 78–68 | Metropolitans 92 (Betclic Élite) |  |  |
|                       |                           |       |                                  |  |  |
|                       |                           |       |                                  |  |  |

| 26 de febrero de 2024 | Châlons-Reims (Pro B) | 80–83 | Vichy-Clermont (Pro B) |  |  |
|                       |                       |       |                        |  |  |
|                       |                       |       |                        |  |  |

## Cuartos de final
Esta ronda se disputará el 16 de marzo de 2024.
| 16 de marzo de 2024 | Monaco (Betclic Élite) | 94–92 | Nanterre (Betclic Élite) |  |  |
|                     |                        |       |                          |  |  |
|                     |                        |       |                          |  |  |

| 16 de marzo de 2024 | Strasbourg (Betclic Élite) | 102–88 | Nancy (Betclic Élite) |  |  |
|                     |                            |        |                       |  |  |
|                     |                            |        |                       |  |  |

| 16 de marzo de 2024 | Vichy-Clermont (Pro B) | 77–67 | ESSM Le Portel (Betclic Élite) |  |  |
|                     |                        |       |                                |  |  |
|                     |                        |       |                                |  |  |

| 16 de marzo de 2024 | Dijon (Betclic Élite) | 90–58 | Pau-Lacq-Orthez (Pro B) |  |  |
|                     |                       |       |                         |  |  |
|                     |                       |       |                         |  |  |

## Semifinales
Esta ronda se disputó íntegramente el 17 de marzo.
| 17 de marzo de 2024 | Vichy-Clermont (Pro B) | 68–73 | Dijon (Betclic Élite) |  |  |
|                     |                        |       |                       |  |  |
|                     |                        |       |                       |  |  |

| 17 de marzo de 2024 | Strasbourg (Betclic Élite) | 93–89 | Monaco (Betclic Élite) |  |  |
|                     |                            |       |                        |  |  |
|                     |                            |       |                        |  |  |

## Final
| 22 de abril de 2024 | Dijon (Betclic Élite)                                             | 83–70                                 | Strasbourg (Betclic Élite)                              |                                                             |  |
| 16:30               | Parciales: 24-19, 18–22, 16-19, 25-10                             | Parciales: 24-19, 18–22, 16-19, 25-10 | Parciales: 24-19, 18–22, 16-19, 25-10                   |                                                             |  |
|                     | Estadísticas Vitalis Chikoko 20 Vitalis Chikoko 7 David Holston 5 | Reporte Pts Reb Asts                  | Estadísticas Tyrus McGee 19 Paul Lacombe 6 Phil Boots 4 | Pabellón: Accor Arena, París Asistencia: 15000 espectadores |  |